# Incydent w Kecksburgu

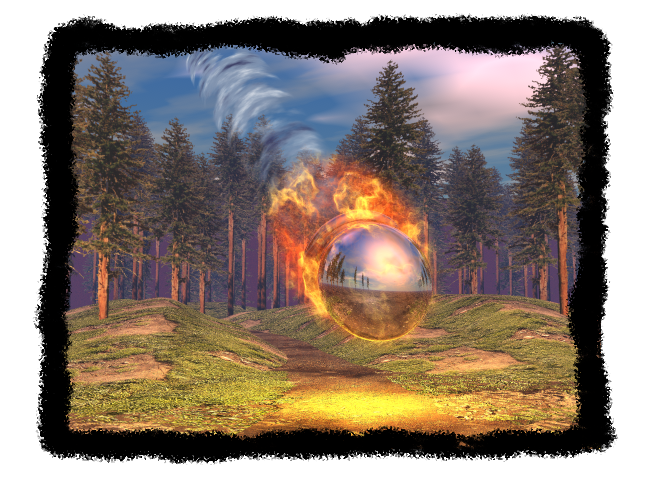
Wizja artystyczna incydentu w Kecksburgu

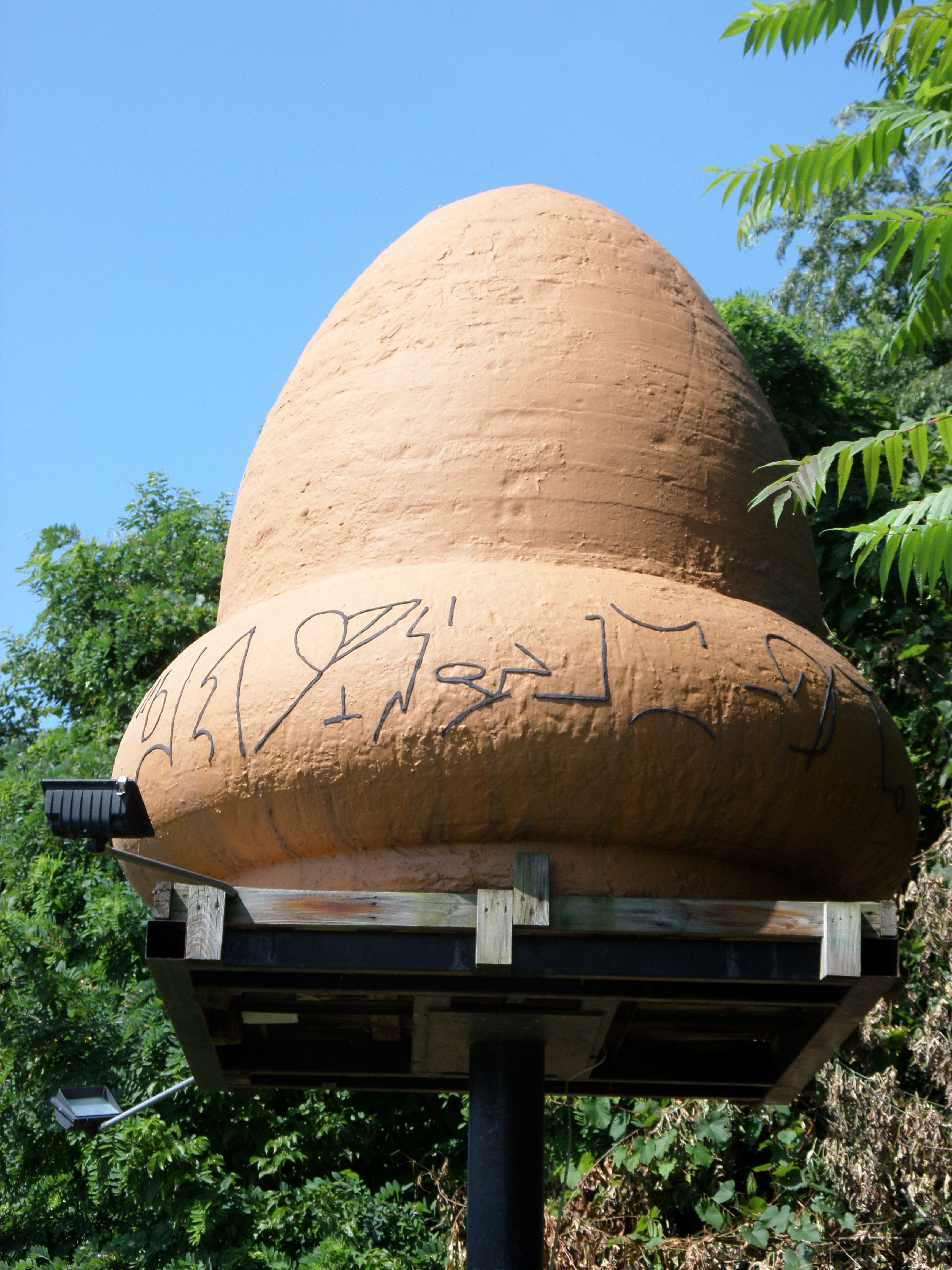
Model obiektu w Kecksburgu wykonany na potrzeby programu Unsolved Mysteries na podstawie zeznań świadków incydentu

Incydent w Kecksburgu (ang. Kecksburg UFO incident) – rzekome rozbicie się niezidentyfikowanego obiektu latającego (UFO), które miało mieć miejsce 9 grudnia 1965 w lesie koło wsi Kecksburg (około 50 kilometrów od Pittsburgha) w stanie Pensylwania w Stanach Zjednoczonych.

## Przebieg incydentu
9 grudnia 1965 nad prowincją Ontario w Kanadzie oraz północno-wschodnimi stanami USA przeleciał nietypowy bolid, któremu towarzyszyła hukowa kanonada – meteoroid miał rozsiewać w locie rozżarzone metalowe fragmenty które spadając na pola, wywołały w niektórych miejscach pożary traw. Media i eksperci uspokajali ludność twierdząc, że to tylko najprawdopodobniej kosmiczny kamień jednak kilka chwil po obserwacji bolidu, w lesie koło wsi Kecksburg spadł z nieba tajemniczy obiekt. O godzinie 16:45 Bill Bulebush montował w swoim samochodzie CB-radio, kiedy nagle usłyszał dochodzące z góry „skwierczenie”: 

Wysiadłem z auta i podszedłem do drogi, gdzie mogłem to obserwować z lepszej perspektywy. To wyglądało tak, jakby ten obiekt nie mógł się zdecydować, co ma zrobić. To coś unosiło się w powietrzu i robiło zwroty, kierując się ku rozpadlinie. Wsiadłem więc w samochód i ruszyłem polną drogą.

 Około 18:30 do stacji radiowej w Greensburgu zadzwoniła Frances Kalp mieszkająca na farmie oddalonej około kilometra od Kecksburga, która powiedziała dziennikarzowi stacji Johnowi Murphy’emu że jej dzieci widziały katastrofę „czegoś” w miejscowym lesie. Murphy zawiadomił o tym policję stanową, lecz wkrótce po tym jak zjawili się w lesie, dowiedział się od policjantów że „nie mogą niczego znaleźć” i że przekazują sprawę US Army. Wojskowi zjawili się bardzo szybko otaczając las szczelnym kordonem i nie pozwalając nikomu zbliżyć się do miejsca katastrofy. John Murphy wspominał potem, że w międzyczasie podsłuchał relację jednego z policjantów, który mówił o zauważonym między drzewami „pulsującym niebieskim świetle”.

## Wygląd obiektu
Bill Bulebush znalazł się w grupce miejscowych dobrze znających okoliczne lasy, którym udało się dostać na obszar, gdzie spadł tajemniczy obiekt zanim pojawiło się tam wojsko. Bulebush kierował się szlakiem połamanych przez upadający obiekt drzew, wyczuwając w powietrzu silną woń siarki. Gdy dotarł na miejsce katastrofy zobaczył „to coś co nie miało drzwi, łączeń, niczego. Spoczywało na ziemi, jakby stygło”. Inni którzy widzieli obiekt, twierdzili zgodnie że kształtem przypominał żołądź albo pocisk i nie był zbyt duży – jego wysokość ocenili na około 3 metry. Inni świadkowie sugerowali, że poszycie obiektu emitowało światło albo że był on otoczony przez jakieś „pole siłowe” a w locie wyglądał jak ognista kula. Dwóch świadków którzy widzieli obiekt w lesie w odległości kilkudziesięciu metrów, opowiadało, że błyskał na niebiesko „jakby ktoś spawał”. Dwóm strażakom polskiego pochodzenia którzy przeczesywali las, udało się podejść bardzo blisko obiektu: jeden stwierdził, że znaki na kadłubie na pewno nie były rosyjskie, a drugi że owe znaki przypominały mu „egipskie hieroglify” i że obiekt wydawał się nienaruszony, a żarzące się poszycie sprawiało wrażenie, jakby dopiero co odlano go z metalu: 

Dla mnie wyglądał jak żołądź. Nie miał skrzydeł ani silnika. Nie miał stateczników. Nie miał ogólnie tego, po czym mógłbym rozpoznać znany sobie samolot. Z tyłu miał coś jakby „zderzak”, a na nim właśnie te hieroglify – jakby gwiazdy, kółka, linie i różne takie. Do dzisiaj niczego podobnego nie widziałem. Staliśmy wokół i oglądali ten obiekt, aż z lasu wyszło dwóch ludzi, którzy stanowczo nakazali nam odejść.

Grupa świadków, którzy obserwowali wojskowych krzątających się między drzewami, mówiła o ciężarówce, która wywiozła stamtąd okryty plandekami stożkowaty obiekt.

## Próby wyjaśnienia incydentu
Badanie incydentu w Kecksburgu od początku stanowiło duży problem. Policja i wojsko zaprzeczały, by cokolwiek znaleziono a gazeta Tribune-Review z Greensburga, która opisała zdarzenie ze wszystkimi dziwnymi szczegółami, w kolejnym wydaniu opublikowała (prawdopodobnie wymuszone) dementi, stwierdzając, że w lesie upadł meteoryt.
Dziennikarz John Murphy intensywnie badał sprawę z zamiarem przedstawienia wyniku swoich ustaleń w radiowym reportażu „Obiekt w lesie”. Na krótko przed tym Murphy’ego odwiedzili funkcjonariusze służb specjalnych, którzy wymusili na nim zwrot najcenniejszych materiałów. Po wyemitowaniu ocenzurowanej i okrojonej wersji reportażu Murphy stracił zapał do dalszego badania sprawy i niechętnie o niej mówił. Zmarł w 1969 podczas wakacji w okolicach miasta Ventura w Kalifornii, potrącony przez niezidentyfikowanego kierowcę.
Ufolog Stan Gordon dotarł do oficjalnych dokumentów na temat incydentu w Kecksburgu, które były przechowywane przez Siły Powietrzne USA. Wynikało z nich, że zdarzeniem interesowały się różne ośrodki zaczynając od Dowództwa Obrony Północnoamerykańskiej Przestrzeni Powietrznej i Kosmicznej (NORAD) na Centrum Kosmicznym Johna F. Kennedy’ego (KSC) kończąc, musiało więc mieć ono duże znaczenie dla bezpieczeństwa narodowego. Z tych dokumentów wynika że o 2:00 w nocy odwołano poszukiwania, niczego nie znajdując i że forsowane przez wojsko i władze wytłumaczenie mówiło o obserwacji meteoroidu.
W 1966 a więc rok po incydencie badacz zjawisk niezwykłych Ivan T. Sanderson, sporządził dokładną analizę obserwacji bolidu, które poprzedzały zdarzenie w Kecksburgu. Doszedł on do wniosku, że jasny obiekt, pozostawiający wyraźną smugę dymu, był widoczny aż przez sześć minut. Poruszał się wolniej niż spadająca gwiazda, ale zbyt szybko jak na samolot i bez wątpienia to on spadł do lasu koło farmy Frances Kalp. Na przestrzeni lat pojawiali się wojskowi oferujący różnego rodzaju przecieki. Jeden z nich twierdził, że widział „metalowy żołądź” w bazie lotniczej we wsi Lockbourne w stanie Ohio a drugi, że w bazie Wright-Patterson niedaleko Dayton również w Ohio.
Zdaniem zwolenników teorii spiskowych w miejscowości miała miejsce katastrofa urządzenia "Die Glocke" zaprojektowanego w nazistowskich Niemczech. Po wojnie aparatura miała zostać przewieziona do Stanów Zjednoczonych.
Ekspert od technologii kosmicznej James Oberg zasugerował, że za incydent w Kecksburgu odpowiedzialne były szczątki radzieckiej sondy kosmicznej Kosmos 96, która wystartowała z zamiarem dotarcia do Wenus, ale nie zdołała opuścić orbity okołoziemskiej w wyniku usterki. Sonda miała kształt stożka, ale była znacznie mniejsza od tego z Pensylwanii. Zgodnie z raportem United States Space Command (USSPACECOM), szczątki radzieckiej sondy spadły w Kanadzie kilkanaście godzin przed incydentem w Kecksburgu. Specjalista NASA Nicholas L. Johnson zajmujący się między innymi kosmicznymi śmieciami wykluczył, by te dwie sprawy cokolwiek łączyło.
Dziennikarka Leslie Kean wygrała z NASA proces o udostępnienie informacji na temat incydentu w Kecksburgu. Poszukiwania dokumentów, nadzorowane przez sąd, zakończono w 2009, a wnioski Kean opisała w specjalnym raporcie w którym nie znalazły się żadne nowe ustalenia. NASA miała obowiązek badać przypadki katastrof zagranicznych statków kosmicznych na terytorium Stanów Zjednoczonych, ale w sprawie incydentu w Kecksburgu agencja miała niewiele do powiedzenia. Według Leslie Kean i innych ufologów w Kecksburgu nie rozbił się radziecki statek kosmiczny ale jakiś tajny pojazd amerykański generujący promieniowanie radioaktywne.

### Wyjaśnienie naukowe
W rzeczywistości poruszenie wśród ludności wywołał upadek meteorytu, którego miejsce oszacowano za pomocą triangulacji na podstawie zdjęć meteoru na 42°12′36″N 82°44′54″W/42,210000 -82,748333, a zatem w Kanadzie, w pobliżu miasta Windsor i sąsiedniego amerykańskiego Detroit, a nie Pittsburgha. W Detroit i Windsorze także widziano meteor, a 3–5 min po jego zniknieciu słyszano tam silne grzmiące dźwięki. Znaczne oddalenie od miejsca wskazywanego przez świadków jako upadek „tajemniczego obiektu” (ok. 350 km na północny zachód) było prawdopodobnie wynikiem powszechnego znacznego niedoszacowania odległości w takich sytuacjach przez obserwatorów. Prędkość przelotu bolidu oszacowano na 14,5 km/s, wyliczono też jego szacunkową trajektorię.